# Kirsten Wenzel
Kirsten Wenzel –nombre de casada, Kirsten Strohbach– (27 de febrero de 1961) es una deportista de la RDA que compitió en remo como timonel.
Participó en los Juegos Olímpicos de Moscú 1980, obteniendo una medalla de oro en la prueba de cuatro con timonel. Ganó cinco medallas en el Campeonato Mundial de Remo entre los años 1978 y 1983.

## Palmarés internacional
| Juegos Olímpicos   | Juegos Olímpicos          | Juegos Olímpicos  | Juegos Olímpicos   |
| Año                | Lugar                     | Medalla           | Prueba             |
| ------------------ | ------------------------- | ----------------- | ------------------ |
| 1980               | Moscú (URSS)              | Medalla de oro    | Cuatro con timonel |
| Campeonato Mundial |                           |                   |                    |
| Año                | Lugar                     | Medalla           | Prueba             |
| 1978               | Cambridge (Nueva Zelanda) | Medalla de oro    | Cuatro con timonel |
| 1979               | Bled (Yugoslavia)         | Medalla de plata  | Cuatro con timonel |
| 1981               | Múnich (RFA)              | Medalla de plata  | Cuatro con timonel |
| 1982               | Lucerna (Suiza)           | Medalla de bronce | Ocho con timonel   |
| 1983               | Duisburgo (RFA)           | Medalla de bronce | Ocho con timonel   |